# Confédération internationale des cinémas d'art et d'essai
La Confédération internationale des cinémas d'art et d'essai (CICAE) est une association internationale qui soutient le cinéma d'art et d'essai. 

## Définition
La CICAE a été créée en 1956 par les associations nationales art et esai d’Allemagne, de France, des Pays-Bas et de Suisse. Elle encourage le regroupement des cinémas art et essai, au niveau national et international, agit auprès des autorités pour qu'elles soutiennent les films d'art et essai, favorise la circulation des films de qualité de tous les pays dans tous les pays.
Un prix distingue des films vus dans les festivals, afin de les signaler aux programmateurs et au public. À l’origine, c’est l’Assemblée générale qui faisait la sélection. Depuis les années 1980, elle est confiée à des jurys constitués de directeurs-programmateurs de salles, de critiques et de distributeurs.

## Ses objectifs
- Encourager le regroupement des cinémas art et essai, au niveau national et international.
- Agir auprès des autorités pour qu'elles soutiennent le cinéma d'art et essai.
- Favoriser la circulation des films de qualité de tous les pays dans tous les pays.
- Promouvoir par une action culturelle adaptée la diffusion de ces films afin d'en accroître l'audience et d'en inciter la production.

## Son poids: 100 millions de spectateurs en Europe
Dans les pays où le secteur art et essai est développé, il représente 10 à 25 % de la fréquentation des cinémas[réf. nécessaire]. L’art et essai défend « le cinéma de qualité, sans frontières », même s’il est de fait majoritairement dédié aux productions et coproductions européennes. Les statistiques montrent que les salles art et essai représentent dans plusieurs pays jusqu’à 80 % des spectateurs pour les films européens de qualité[réf. nécessaire] ; elles sont aussi le lieu naturel de découverte du cinéma africain, asiatique, latino-américain et « indépendant américain ».
L’art et essai est donc (aussi) un marché, celui qui garantit au cinéma de qualité son principal débouché vers le public cinéphile.

## Sa formation
Art Cinema = Action + Management
Les salles de cinéma art et essai se sont développées en Europe pendant les années 1950 à 1970 et représentent au début du XXIe siècle 4 000 à 5 000 des 25 000 salles du continent. Leur situation est très contrastée selon les pays : réseaux organisés en Allemagne, Belgique, France, Hongrie, Italie, Suisse..., salles souvent très isolées ailleurs.
Partout il existe un double besoin :
- préparer les directeurs de salles de cinéma art et essai de demain, sur un marché de plus en plus dur ;
- préparer les cadres d’aujourd’hui à faire face aux nouveaux défis de leur métier.

La formation « Art Cinema = Action + Management » a pour ambition de :
- transmettre à cette nouvelle génération le savoir-faire et les contacts utiles pour programmer, animer et gérer une salle de cinéma art et essai ;
- offrir aux cadres en poste un espace de confrontation et d’échange sur les nouveaux défis du métier.